# Playboy
Playboy es una revista de entretenimiento para adultos fundada en Chicago, Illinois Estados Unidos, en 1953, por Hugh Hefner. La revista se ha expandido a Playboy Enterprises, Inc. y es una de las marcas más conocidas a nivel internacional. Además, las ediciones especiales de la revista se publican por todo el mundo.
La revista se publica mensualmente y su principal contenido es la fotografía de glamour. También ofrece entrevistas con figuras públicas destacadas, tales como artistas, arquitectos, economistas, compositores, conductores, directores de cine, periodistas, novelistas, dramaturgos, figuras religiosas, políticos, atletas y pilotos de autos de carreras. La revista a través de su historia ha expresado una perspectiva libertaria con ediciones políticas y sociales.
Visto el éxito de Playboy, a mediados de la década de 1970 surgieron otras revistas de contenido pornográfico, destacando como principal rival la revista Penthouse.
Actualmente es la revista para adultos más vendida en Estados Unidos, con una tirada de 3 millones de copias al mes.

## Historia

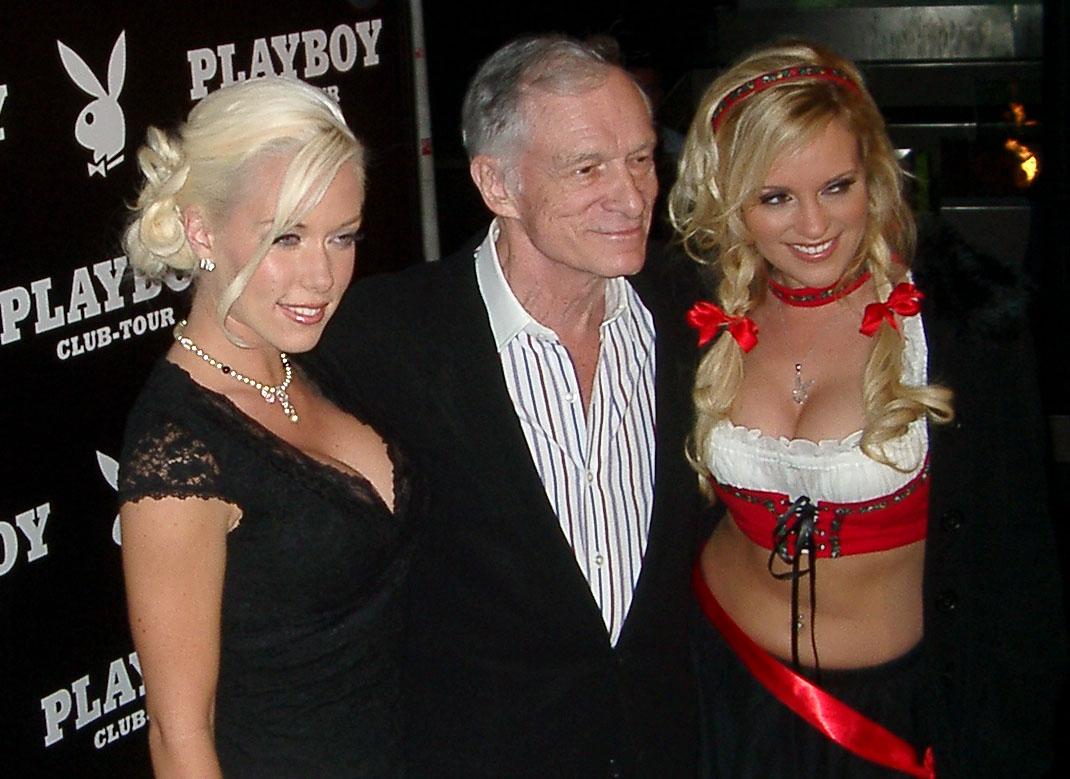
Hugh Hefner (creador de Playboy) junto a Bridget Marquardt y Kendra Wilkinson, dos de sus exnovias, en el año 2006.

El título que originalmente se tenía para la revista era Stag Party, pero debido a que existía otra revista llamada Stag, tuvo que cambiarse. Hefner y Eldon Sellers –cofundador y vicepresidente ejecutivo– se reunieron para buscar otro nombre. Sellers, cuya madre trabajó para Playboy Automobile Company, una compañía de Chicago, sugirió Playboy.
La primera portada fue Marilyn Monroe, aunque la fotografía había sido, en primer lugar, tomada para un calendario con el nombre de Playboy. Hefner compró los derechos de la foto de Monroe junto con otras.
La primera edición, publicada en diciembre de 1953, no tenía fecha, ya que Hefner estaba inseguro de si iba a haber una segunda edición. La primera edición fue inmediatamente una sensación y se vendió sin problemas en pocas semanas. Tuvo una tirada de 53 991 revistas.
El famoso logo de Playboy de un conejo con una elegante corbata de lazo fue diseñado por Art Paul para la segunda edición de la revista, y desde entonces aparece en cada número. Hefner dijo haber escogido al conejo por su simpática connotación, y porque en la imagen se veía juguetón, coqueto y elegante.
Durante el año 1953 la revista gozó de popularidad entre los hombres de los Estados Unidos, manteniendo publicaciones mensuales desde enero de 1954 hasta el presente, poniendo hermosas mujeres semidesnudas en poses elegantes y bastante sugerentes, aunque también se ganó el rechazo de los grupos puritanos y protectores de la moral ciudadana, que acusaron a Hugh Hefner de explotar la belleza femenina para su beneficio personal. También acogió historietas como Little Annie Fanny (1962-1988), de Harvey Kurtzman y Will Elder.
Desde estar en la cima en 1970, Playboy ha tenido un lento declive en el éxito de circulación, en parte por una mala inversión en clubs nocturnos y casinos y, por otra parte, por la fuerte competitividad de algunas otras compañías, así como por el auge de páginas eróticas y pornográficas en Internet. La primera rival fue Penthouse, en los años setenta, tras la cual aparecieron otros títulos como Hustler, del polémico Larry Flynt, una revista que se caracteriza por mostrar mujeres en claras posiciones sexuales, alejándose del claro estilo elegante que se muestra en cada edición de Playboy. Recientemente también compite con las revistas Maxim, FHM, y H; los creadores de esta última han copiado la idea de hacer su propio tipo de centerfold (en español, póster central) con la facilidad de hacerlo "recortable", para que opcionalmente el lector lo retire de la revista y lo ponga en un lugar visible.
En respuesta, Playboy ha dedicado la revista a jóvenes de entre 18 y 35 años, incluyendo entrevistas a personalidades más apropiadas para esta audiencia, tales como artistas de hip-hop. En los últimos años se ha dado a conocer que Playboy posee un gran impacto en el mercado femenino, contando con un 40% de suscriptores que son mujeres.
Christie Hefner, hija de Hugh Hefner, se convirtió en la cabeza oficial, siendo la actual presidenta del consejo.

## Entrevistas Playboy
Las entrevistas Playboy comenzaron en septiembre de 1962 (volumen 9, N° 9). Al paso de los años se han entrevistado a personalidades como Fidel Castro, Ayn Rand, Malcolm X, Kurt Vonnegut, Bertrand Russell, Salvador Dalí, Martin Luther King Jr., Jean-Paul Sartre, George Wallace, Cassius Clay (Muhammad Ali), Madalyn Murray O'Hair, Orson Welles, Ralph Nader, Arthur C. Clarke, Yasser Arafat, Stephen Hawking, Shintarō Ishihara, Carl Sagan, Richard Dawkins y John Lennon, entre muchos otros.

## Publicación más vendida
La revista Playboy más vendida fue la de noviembre de 1972, con un total de 7 161 561 ejemplares. La playmate en esa ocasión fue Lenna Sjooblom.

## Logotipo o mascota
La perdurable mascota de Playboy, una silueta estilizada de un conejo con pajarita de esmoquin, fue creada por el director de arte de Playboy, Art Paul, para el segundo número como nota final, pero fue adoptada como logotipo oficial y ha aparecido desde entonces. Una broma recurrente en la revista consiste en ocultar el logotipo en algún lugar de la portada o de la fotografía. Hefner dijo que eligió el conejo por su "connotación sexual humorística" y porque la imagen era "juguetona y juguetona". En una entrevista, Hefner explicó a la periodista italiana Oriana Fallaci su elección de un conejo como logotipo de Playboy:

El conejo, el conejito, en América tiene un significado sexual; y lo elegí porque es un animal fresco, tímido, vivaz, saltador... sexy. Primero te huele, luego se escapa, luego vuelve, y tienes ganas de acariciarlo, de jugar con él. Una niña se parece a un conejito. Alegre, bromista. Pensemos en la chica que hicimos popular: la Playmate del mes. Ella nunca es sofisticada, una chica que realmente no puedes tener. Es una chica joven, sana y sencilla, la chica de al lado... no nos interesa la mujer misteriosa, difícil, la femme fatale, que viste ropa interior elegante, con encaje, y está triste, y de alguna manera mentalmente sucia. La chica Playboy no tiene encaje, ni ropa interior, está desnuda, bien lavada con agua y jabón y está feliz.

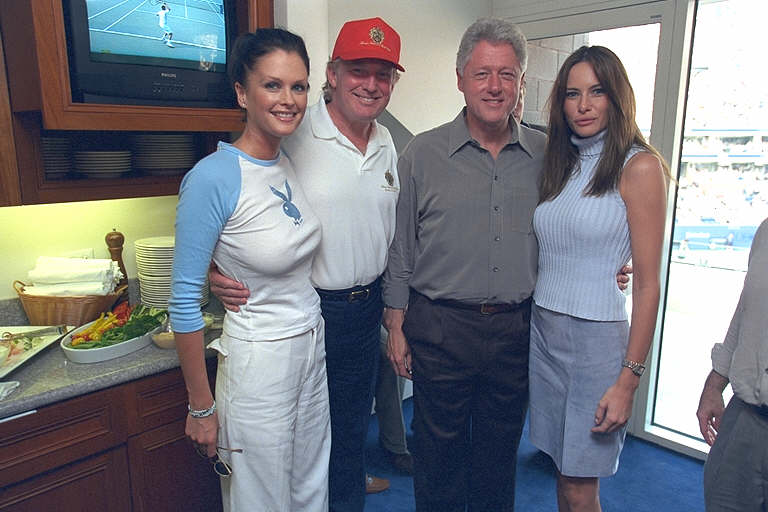
La modelo de traje de baño de Sports Illustrated Kylie Bax, con una camiseta con el logotipo de Playboy, con Donald Trump, Bill Clinton y Melania Trump (2000).

El alegre conejo rápidamente se convirtió en un símbolo popular de la cultura masculina extrovertida, convirtiéndose en una lucrativa fuente de ingresos por comercialización para la empresa. En la década de 1950, se adoptó como insignia de avión militar para el escuadrón de evaluación de cazas VX-4 de la Armada norteamaricana.

## Litigios y asuntos legales
El 14 de enero de 2004, el Tribunal de Apelaciones del Noveno Circuito de Estados Unidos dictaminó que los términos de la marca registrada de Playboy Enterprises Inc. "Playboy" y "Playmate" deben protegerse en la situación en la que un usuario escriba "Playboy" o "Playmate". En cambio, en una búsqueda de navegador se mostraban anuncios de empresas que competían con Playboy Enterprises Inc. Esta decisión revocó un fallo anterior del tribunal de distrito. La demanda comenzó el 15 de abril de 1999, cuando Playboy demandó a Excite Inc. y Netscape por infracción de marca registrada.

## Fotógrafos
Los fotógrafos que han contribuido a Playboy incluyen a Ken Marcus, Richard Fegley, Arny Freytag, Ron Harris, Tom Kelley, David Mecey, Russ Meyer, Pompeo Posar, Suze Randall, Herb Ritts, Stephen Wayda, Sam Wu, Mario Casilli, Ana Dias, Ellen von Unwerth, Annie Leibovitz, Helmut Newton, y Bunny Yeager.

### Censura
Muchos miembros de la comunidad religiosa estadounidense se opusieron a la publicación de Playboy. El pastor y autor de Luisiana L. L. Clover escribió en su tratado de 1974, Evil Spirits, Intellectualism and Logic, que Playboy alentaba a los hombres jóvenes a verse a sí mismos como "individuos que buscan placer, para quienes el sexo es divertido y las mujeres son cosas para jugar".
En muchas partes de Asia, incluyendo India, China continental, Myanmar, Malasia, Tailandia, Singapur y Brunéi, la venta y distribución de Playboy está prohibida. Además, la venta y distribución también está prohibida en la mayoría de los países musulmanes (excepto el Líbano y Turquía), incluidos Irán, Arabia Saudita y Pakistán. A pesar de la prohibición de la revista en estos países, la marca oficial "Playboy" todavía puede aparecer en varios productos, como perfumes y desodorantes.
Si bien está prohibida en China continental, la revista se vende en Hong Kong. En Japón, donde los genitales de las modelos no se pueden mostrar, la editorial Shueisha publicó una edición separada bajo licencia. Se lanzó una edición en indonesio en abril de 2006, pero la controversia comenzó antes de que el primer número llegara a los quioscos. Aunque el editor dijo que el contenido de la edición en indonesio sería diferente de la edición original, el gobierno trató de prohibirlo usando reglas contra la pornografía. Una organización musulmana, el Frente de Defensores Islámicos (IDF), se opuso a Playboy por considerarla pornográfica. El 12 de abril de 2006, unos 150 miembros de la IDF se enfrentaron con la policía y apedrearon las oficinas editoriales. A pesar de esto, la edición se agotó rápidamente. El 6 de abril de 2007, el juez de instrucción de la causa desestimó los cargos por haber sido presentados incorrectamente.
En 1986, la cadena estadounidense de tiendas de conveniencia 7-Eleven eliminó la revista. La tienda devolvió Playboy a sus estantes a fines de 2003. 7-Eleven también vendía Penthouse y otras revistas similares antes de la prohibición.
En 1995, Playboy volvió a las estanterías de Irlanda después de una prohibición de 36 años, a pesar de la firme oposición de muchos grupos de mujeres.
Playboy no se vendió en el estado de Queensland, Australia, durante 2004 y 2005, pero regresó a partir de 2006. Debido a la disminución de las ventas, la última edición de Playboy en toda Australia fue la edición de enero de 2000.
En 2013, Playboy fue absuelto por el Departamento de Defensa de los Estados Unidos de violar su regla contra la venta de material sexualmente explícito en propiedad militar, pero los intercambios de base dejaron de venderlo de todos modos.
En marzo de 2018, Playboy anunció que desactivaría sus cuentas de Facebook, debido a la naturaleza "sexualmente represiva" de la plataforma de redes sociales y su mal manejo de los datos de los usuarios, como resultado del problema de Cambridge Analytica.